# Atom (DC Comics)
The Atom is de naam van vier superhelden uit de strips van DC Comics. De originele Atom werd bedacht door Ben Flinton en Bill O'Connor, en maakte zijn debuut in All-American Publications' All-American Comics #19 (Okt. 1940).

## Biografie

### Al Pratt
De originele Atom was Al Pratt. Hij had aanvankelijk geen superkrachten, maar verkreeg later bovenmenselijke kracht en snelheid, plus een radioactieve “atomic punch”. Tevens was hij immuun voor alle vormen van straling. Hij leerde vechten van een ex-bokser.
Al was mede-oprichter van de Justice Society of America. Hij stierf in een gevecht met Extant.

### Ray Palmer
De tweede atom was Ray Palmer. Hij maakte zijn debuut in Showcase #34 (1961). Hij was een natuurkundig een professor aan de universiteit. Met behulp van een monster van een witte dwerg ster maakte hij een speciale lens waarmee hij zichzelf kon doen krimpen. Later paste hij dit principe verder aan zodat hij bijvoorbeeld zijn gewicht kon laten toenemen of afnemen terwijl zijn lichaam even groot of klein bleef.
Als Atom was Ray lid van de Justice League. Na het verhaal Identity Crisis, kromp hij tot microscopisch formaat en verdween spoorloos.

### Adam Cray
Adam Cray, zoon van de vermoorde senator Cray, was de derde Atom. Hij maakte zijn debuut in Suicide Squad #44 door John Ostrander (Augustus 1990). Aanvankelijk werd gedacht dat Cray gewoon een vermomde Ray Palmer was (zowel door fans van de serie als door andere personages in de verhalen). In werkelijkheid was hij door Palmer gerekruteerd om zijn plaats in te nemen.
Adam Cray was korte tijd lid van de Suicide Squad, waar hij vooral als geheim wapen diende. Cray werd uiteindelijk gedood door Blacksnake.

### Ryan Choi
Ryan Choi is de vierde Atom. Hij debuteerde in Brave New World.
Ryan is een nog jonge professor, die lange tijd Ray Palmers leerling was. Na Palmers verdwijning verhuisde Ryan naar Ivy Town om zijn mentors plaats op de Ivy Universiteit in te nemen. Met behulp van aanwijzingen die Palmer had achtergelaten vond Ryan een “bioriem” waarmee hij de nieuwe Atom kon worden.
Daar hij een wetenschapper is benaderd Ryan alle problemen die hij tegenkomt als held op een wetenschappelijke manier. Ryan kwam voor vele uitdagingen te staan, zoals de massamoordenaar Dwarfstar, zijn strenge vader en de schurk Giganta.

## In andere media
- Ray Palmer (stem van Pat Harrington Jr.) had zijn eigen afleveringen in The Superman/Aquaman Hour of Adventure.
- Atom had gastrollen in veel van de Super Friends series.
- Atom/Ray Palmer deed mee in de serie Justice League Unlimited.
- Atom deed mee in de tv-special "Legends of the Superheroes"
- Atom/Ray Palmer werd gespeeld door John Kassir in de televisiefilm Justice League of America.
- Ray Palmer had ook een rol in de graphic novel The Dark Knight Strikes Again. Hier is hij gevangen in een petri schaaltje, maar later bevrijd door Catgirl (hulpje van Batman, echte naam Carrie Kelly). Als dank vecht hij weer zij aan zij met Batman en consorten.
- Ray Palmer heeft ook een rol in het derde en vierde seizoen van Arrow. Gespeeld door Superman Returns acteur Brandon Routh. Hij neemt in het begin van het seizoen Oliver Queen's bedrijf, Queen Consolidated, welke in seizoen 2 door Slade Wilson is geruïneerd, over met de intentie het bedrijf nieuw leven in te blazen. Tevens gebruikt hij in het geheim de technologie van Queen Consolidated om een pak te maken waarmee hij De Atom hoopt te worden. Dit lukt, en gedurende de tweede helft van seizoen 3 is hij een bondgenoot van Oliver. Eind seizoen 3 lijkt hij om het leven te komen in een explosie, maar in seizoen 4 blijkt hij nog in leven omdat zijn pak hem net op tijd liet krimpen en hem zo in staat stelde de explosie te overleven.